# Университет Северной Каролины в Пемброке
Университет Северной Каролины в Пемброке (англ. University of North Carolina at Pembroke) — государственный университет в городе Пемброк, штат Северная Каролина, США. Является одним из 17 кампусом в системе университетов Северной Каролины. Основан в 1887 году.
Университет предлагает 41 образовательную программу на степень бакалавра и 17 образовательных программ на степень магистра. В данный момент в университете обучается более 7000 студентов.